# 双语教育
双语教育是指学校同時使用两种语言進行授課。與普通學校學習第二語言不同的是，實行雙語教育的學校所有的科目都要使用兩種語言教學，而開設第二語言課目的普通學校並不是。雙語教育的目的是為了能讓學生掌握多門語言。